# Liste der DMAX-Sendungen
Die Liste der DMAX-Sendungen enthält eine Aufzählung der Sendungen und Serien, die bei DMAX seit Sendestart im September 2006 ausgestrahlt wurden bzw. werden.

## Eigenproduktionen
- 112: Feuerwehr im Einsatz (seit 2017)
- A2 – Abenteuer Autobahn (seit 2018)
- Asphalt-Cowboys (seit 2012)
- Bis dass der Rost uns scheidet (seit 2012)
- Cash für Chrom
- D Motor Bike (seit 2009)
- Der Checker – viel Auto wenig Geld (mit Lina van de Mars [2006–2012], Karsten Peters [2011–2012], Harry Weber [2011–2012], Andreas Jancke [2011–2012] und Alexander „Alexx“ Wesselsky [2006–2010]) (2006–2012)
- Die Ludolfs – 4 Brüder auf’m Schrottplatz (2006–2011)
- Die Modellbauer (seit 2009)
- Die Wendes – Handwerker mit Herzblut (seit 2012)
- DMAX Beste (seit 2012)
- DMAX Doku (seit 2007)
- EMProckinvasion (seit 2011)
- Fat Machines mit Jürgen Vogel (2007–2009, seit 2011)
- Fish ′n′ Fun – Die Angelshow (seit 2006)
- Helden der Hebebühne (seit 2011)
- Höllenkerle – Stuntmänner auf Achse (seit 2008)
- Männer der See (seit 2016)
- Männlich Deluxe (2014)
- Marquards Ess-Klasse – Kochen für Kerle (2009–2010, seit 2012)
- Megaführerschein – Männer, die Giganten lenken (2006–2009, seit 2012)
- Mikes Garage (seit 2007)
- Mit dem Custombike zum Nordkap (seit 2008)
- Mythos Nürburgring (seit 2009)
- Ruhrpott Bikes – Mopeds made in Mülheim (seit 2007)
- Schrauber-Showdown – Die besten Auto-Tuner Deutschlands (seit 2009)
- Spiegel TV Doku (seit 2009)
- Spiegel TV Wissen (seit 2006)
- Steel Buddies – Stahlharte Geschäfte (seit 2014)
- Tattoo – Berlin sticht zu (seit 2008)
- Team Schrick – Entscheidung am Nürburgring (seit 2009)
- Team Schrick Reloaded (seit 2009)
- Team Schrick 2010 – Jetzt erst recht! (seit 2010)
- Trucker – Könige der Straße (seit 2008)
- Tuning-Alarm! Jo motzt auf (seit 2008)
- Vollgas, Freunde! Im Stockcar auf Crash-Kurs (seit 2007)
- Vollgas-Junkies – Im Rausch der Geschwindigkeit (seit 2007)

## Fiction-Fremdproduktionen
- 24 (2009–2011)
- China, IL (seit 2017)
- Queen of the South (seit 2017)
- Your Pretty Face Is Going to Hell (seit 2017)

## Fremdproduktionen
- 1 : 1 000 000 – Die verrückte Welt der Zahlen (seit 2008)
- 1000 Meilen Offroad (seit 2008)
- 1000 Wege, ins Gras zu beißen (seit 2009)
- Abenteuer Amazonas (seit 2012)
- Achtung, Sprengung! Die Sprengmeister (seit 2009)
- Achtung, Zoll! Willkommen in Australien (seit 2011)
- Airplane Repo – Die Inkasso-Piloten (seit 2014)
- Alaska-Piloten – Eine Familie hebt ab (seit 2011)
- Alaskan Bush People
- Alpha Company – Marines im Irak (seit 2008)
- American Chopper (seit 2006)
- American Guns (seit 2012)
- American Hot Rod (seit 2007)
- Amerika – Der 2. Weltkrieg in Farbe (2008, seit 2011)
- Amerikas gefährlichste Killer (seit 2010)
- Amish Mafia (seit 2014)
- Angebissen! Angeln mit John Wilson (seit 2010)
- Angebissen! Angeln mit Mark Krupa (seit 2007)
- Angebissen! Angeln mit Matt Hayes (seit 2007)
- Angebissen! Mit Cyril Chauquet um die Welt (seit 2009)
- Animal Planet: Außer Kontrolle (seit 2009)
- Animal Planet: Crocodile Hunter (seit 2007)
- Animal Planet: Die lustigsten Tiere der Welt (seit 2008)
- Animal Planet: Einsatz in New York (seit 2010)
- Animal Planet: Fluss-Monster (seit 2009)
- Animal Planet: Mit Jeff Corwin um die Welt (seit 2010)
- Animal Planet: Tierpolizei Houston (seit 2010)
- Animal Planet: Tierpolizei Miami (seit 2010)
- Animal Planet: Und täglich grüßt das Erdmännchen (seit 2006)
- Anthony Bourdain – eine Frage des Geschmacks (seit 2006)
- Auction Hunters – Zwei Asse machen Kasse (seit 2010)
- Auf Bigfoots Spuren (seit 2012)
- Auf den Fisch gekommen (seit 2006)
- Aufgedeckt: Mysterien der Geschichte (seit 2011)
- Aufstieg zur Weltstadt (seit 2007)
- Ausgesetzt in der Wildnis (seit 2009)
- BBQ Pitmasters – Die Grillmeister (seit 2012)
- Bear Grylls:Escape from hell (seit 2014)
- Big Daddy – Der Kustomizer (seit 2007)
- Big Science (seit 2009)
- Biker Lifestyle TV (seit 2008)
- Blind Frog Ranch – Die Schatzsucher von Utah (seit 2021)
- Blut für die Götter (seit 2010)
- Brazil Road Trip (seit 2011)
- Bulli-Manie – Leben für den Kult-Bus (seit 2009)
- Bullrun – Cops, Cars und Superstars (seit 2007)
- Bullrun – The Battle (seit 2007)
- Chinas Bauten der Superlative (seit 2007)
- Cops (seit 2017)
- Countdown des Schreckens (seit 2009)
- Das Bau-Kommando – Neustart in New York (seit 2010)
- Das Duell / alternativ: Kampf der Tiermaschinen (2006–2010, seit 2012)
- Das Gesetz der Straße: Arizona Cops [OT: Police Women Of Maricopa County] (seit 2010)
- Das Gesetz der Straße [OT: Behind Bars] (seit 2010)
- Das Gesetz der Straße: Die Knast-Revolte [OT: Hard Time: Indiana] (seit 2010)
- Das Gesetz der Straße: Die Top-Ermittler / Indianapolis 187 – Die Top-Ermittler (seit 2010)
- Das Gesetz der Straße: Die Verbrechen der arischen Bruderschaft [OT: American Gangs] (seit 2010)
- Das Gesetz der Straße: Drogenkrieg in Texas [OT: Texas Drug Wars] (seit 2010)
- Das Gesetz der Straße: Geständnisse der Mafia [OT: Mobster Confessions] (seit 2012)
- Das Gesetz der Straße: Im härtesten Knast Alaskas [OT: Hard Time: Alaska] (seit 2010)
- Das Gesetz der Straße: Im härtesten Knast Chicagos [OT: Cook County Jail] (seit 2010)
- Das Gesetz der Straße: Im Todestrakt (seit 2012)
- Das Gesetz der Straße: Neu im Knast [OT: First Week In] (seit 2012)
- Das Gesetz der Straße: Straßenkrieg in Amerika [OT: Gang Wars: Oakland] (seit 2010)
- Das Gesetz der Straße: Undercover bei den … [OT: Outlaw Bikers] (seit 2010)
- Das Job-Duell (seit 2012)
- Das Survival-Duo: Zwei Männer, ein Ziel (seit 2010)
- Das Tierschutz-Kommando (seit 2012)
- Das Tuning-Duell (seit 2008)
- Dave in Danger (seit 2010)
- Dave Salmoni: Angriff aus dem Tierreich (seit 2011)
- Dealers – Wer bekommt den Zuschlag? (seit 2012)
- Der Alles-Esser – So schmeckt die Welt (seit 2008)
- Der Bau-Trupp – Hämmern mit Herz (seit 2009)
- Der Coroner – Fälle der Rechtsmedizin (seit 2017)
- Der Fang des Lebens am Amazonas (seit 2006)
- Der Fang des Lebens in Indien (seit 2006)
- Der gefährlichste Job Alaskas (seit 2006)
- Der Germinator (seit 2020)
- Der Härte-Test (seit 2011)
- Der Katastrophen-Experte (seit 2010)
- Der letzte Beweis (seit 2008)
- Der Pool-Profi
- Desert Car Kings – Traum-Autos im Wüstensand (seit 2011)
- Detroit Motors – Geniale Ideen auf Rädern (seit 2011)
- Die Aquarium-Profis (seit 2013)
- Die Auto-Paten – Schwere Jungs und Dolce Vita (seit 2012)
- Die Bangla Bastler (2007–2009, seit 2011)
- Die Beckenbauer – Pools der Superlative
- Die Braumeister – Künstler am Kessel (seit 2011)
- Die Feuerspringer (seit 2007)
- Die Flohmarkt-Profis (seit 2011)
- Die Fremdenlegion (seit 2008)
- Die Gebrauchtwagen-Profis: Neuer Glanz für alte Kisten (seit 2009)
- Die größten Projekte der Welt / Projekt Megabau (seit 2006)
- Die Käfer-Werkstatt (seit 2009)
- Die Klapperschlangen-Jäger (seit 2012)
- Die Meteoriten-Männer (seit 2011)
- Die Peking-Paris-Rallye (seit 2008)
- Die Proto-Typen – Werkstatt für Erfinder (seit 2009)
- Die Raketenbauer (seit 2012)
- Die Raketen-Trucker (seit 2007)
- Die Schatztaucher – Expedition zum Millionenwrack (2009, seit 2011)
- Die Spezialisten – Feuerfest und kugelsicher (seit 2011)
- Die Stone-Skala – Das Böse im Visier (seit 2007)
- Die Ultimativen... (seit 2006)
- Die verborgene Macht (seit 2011)
- Die verborgene Seite der Macht (2008, seit 2011)
- Dirt Racers – Mit Vollgas durch den Dreck (seit 2011)
- Dirty Jobs – Arbeit, die keiner machen will (seit 2006)
- DMAX Report (seit 2007)
- DMAX Wissen (seit 2009)
- Dogfight – Legendäre Luftkämpfe (seit 2009)
- Dope Shop – Drogen auf Rezept (seit 2012)
- Duell der Maschinen (seit 2012)
- Dynamo: Magic Impossible (seit 2012)
- Ein großer Schritt für die Menschheit – Die Missionen der NASA (seit 2011)
- Entdecke! (seit 2012)
- Erfolgsgeschichte … (seit 2007)
- Everest – Höllentrip in eisige Höhen / Everest – Spiel mit dem Tod (seit 2007)
- Everest 2 – Rückkehr in eisige Höhen (seit 2008)
- Fang den Wels! (seit 2011)
- Fang des Lebens – Die Heringsfischer von Alaska (seit 2010)
- Fang des Lebens – Die Hummer-Flotte (seit 2010)
- Fang des Lebens – Die Schwertfisch-Flotte (seit 2010)
- Fang des Lebens – Die Thunfisch-Jäger (seit 2011)
- Fast N’ Loud
- Feuerwache Boston (seit 2007)
- Fifth Gear – Die Auto-Show (seit 2008)
- Fifth Gear Europe (seit 2009)
- Fight Mission – Jimmy und Doug schlagen sich durch / Mann gegen Mann (seit 2012)
- Firepower (seit 2007)
- FutureCar (seit 2009)
- Future Tech – Erfindungen für die Zukunft (seit 2009)
- Future Weapons (seit 2009)
- Gebissen! Wenn dir eine Stunde bleibt (seit 2009)
- Gefährliches Universum (seit 2011)
- Gefangen! Wenn dir nur Sekunden bleiben (seit 2009)
- Geheimakte X (seit 2010)
- Geschichte – Der Wahrheit auf der Spur (seit 2008)
- Get Out Alive – Rettung in letzter Sekunde (seit 2011)
- Giganten aus Stahl – Die Restaurations-Profis / Die Panzergarage (seit 2007)
- Gigantisch / Projekt Megabau (seit 2007)
- Global Ink – Die Tattoo-Weltreise (seit 2009)
- Goldrausch in Alaska (seit 2011)
- Goldrausch: White Water Alaska (seit 2018)
- Goldrausch: Hoffman Family Gold (seit 2022)
- Goldtaucher der Beringsee (seit 2012)
- Green Garage – Öko-Autos für Rockstars (seit 2009)
- Green Tech (2009, seit 2011)
- Große Schlachten – Strategien des Krieges (2009, seit 2012)
- Große Träume, große Häuser (seit 2006)
- Harte Jobs für harte Kerle (seit 2008)
- Helden unter Tage (seit 2011)
- Hollywood′s Superheroes (seit 2007)
- Holzfäller extrem [OT: Extreme Loggers] (seit 2009)
- Holzfäller extrem [OT: American Loggers] (seit 2009)
- Holzfäller extrem [OT: Swamp Loggers] (seit 2010)
- Human Power – Das Sportlabor (2008–2009, seit 2011)
- Human Stories / Akte Mensch (seit 2006)
- Ideen, die unser Leben verändern (seit 2010)
- Im Herzen der Maschine (seit 2010)
- Im Rausch der Welle (2008–2010, seit 2012)
- Inkasso Air – Die Flugzeug-Eintreiber (seit 2011)
- In Produktion (seit 2012)
- Internet-Lügen und Video-Fakes (seit 2010)
- Investigation X (2009, seit 2011)
- Jäger des Schwarzen Goldes (seit 2010)
- Jesse James – Adrenalin im Tank (seit 2010)
- Jesse James: Chopper of ′69 (seit 2007)
- Jimmys Schrottplatz (seit 2011)
- Jobs für echte Männer (seit 2006)
- John Lydon: Punk trifft Ungeziefer! (2008–2010, seit 2012)
- Keith Barry – Der Mann in deinem Kopf (seit 2011)
- Kidnap & Rescue (seit 2011)
- King of Bacon (seit 2013)
- King of Cars (seit 2008)
- Kings of Construction (seit 2006)
- Kosmische Kollisionen (seit 2011)
- Kurios! (2008, seit 2012)
- Leben auf dem Drahtseil (seit 2012)
- London Garage – Die Bangla Bastler im East End (seit 2008)
- London Ink (2008–2009, seit 2012)
- Manhunt – Jagd auf Joel Lambert (seit 2014)
- Maschinen des Todes – Erfindungen für den Henker (seit 2009)
- Matt Rogers fette Maschinen (seit 2008)
- Matt Watson – Der verrückteste Angler der Welt (seit 2010)
- Mega-Maschinen / Mega Maschinen – USA vs. Europa / Mega-Maschinen – Öko vs. Bleifuß (seit 2009)
- Meine Frau, die Wildnis und ich (seit 2011)
- Miami Car Kings (seit 2011)
- Miami Ink – Tattoos fürs Leben (seit 2006)
- Million Dollar Agents – Miamis Luxus-Makler (2007–2008, seit 2012)
- Mission Südpol – Mit Vollgas durch die Antarktis (seit 2012)
- Mit 80 Sachen um die Welt (seit 2012)
- Monster der Urzeit (seit 2010)
- Moonshiners – Die Schwarzbrenner von Virginia (seit 2012)
- Motorrad Extrem – Die heißesten Rennen Europas (seit 2007)
- MythBusters – Die Wissensjäger (seit 2006)
- Mythos MotoGP – Die schnellsten Männer auf zwei Rädern (seit 2008)
- Naked Survival (seit 2013)
- Natur außer Kontrolle / Der wütende Planet 2 (seit 2011)
- Need for Speed – The Battle (seit 2009)
- New York (seit 2009)
- New York Ink – Tattoos fürs Leben (seit 2011)
- Öl, Schweiss und harte Männer (seit 2006)
- Overhaulin′ – Aufgemotzt und abgefahrn′ (seit 2007)
- Panzerschlachten (seit 2010)
- Pimped! Neuer Style für echte Biker (2008–2009, seit 2011)
- Powering the Future (seit 2010)
- Projekt Fußball-Europameisterschaft (seit 2012)
- Rallye nach Dakar – Charley Boormans Wüstenrennen (seit 2007)
- Reporter im Krieg (2009, seit 2011)
- Rides – Heiße Öfen, coole Kisten (seit 2006)
- Riesenmaschinen (seit 2010)
- Ring frei für die Bussey-Bande! (seit 2008)
- Rodeo – Bullenreiten für echte Kerle (seit 2007)
- Ross Kemp: Die gefährlichsten Gangs der Welt (seit 2009)
- Schrauber-Showdown USA (seit 2010)
- Schneller als das Auge (seit 2009)
- Schwarzes Gold (seit 2011)
- Scrapheap Challenge – Showdown auf dem Schrottplatz (seit 2007)
- Showdown auf dem Schrottplatz – Made in USA (seit 2007)
- Shred! Die Kaputtmacher
- Siberian Cut – Holzfäller am Limit (seit 2014)
- Skat Masters (seit 2009)
- Smash Lab – Explodieren geht über Studieren (2008–2009, seit 2011)
- So funktioniert′s! (2009, seit 2011)
- So wird′s gebaut! (seit 2009)
- So wird′s gemacht! (seit 2006)
- Special Forces – Die härteste Ausbildung der Welt (seit 2011)
- Street Customs – Ryans Traum vom perfekten Auto (seit 2008)
- Street Customs Berlin – Ryans Traum vom perfekten Auto (seit 2009)
- Stunt Junkies (seit 2006)
- Superautos (seit 2007)
- Superflugzeuge (seit 2012)
- Superbauten (seit 2009)
- Superheiße Öfen (seit 2006)
- Superhomes – Mehr Luxus geht nicht (2007–2009, seit 2012)
- Supermaschinen (seit 2012)
- Superreich! (2008–2009, seit 2012)
- Superschiffe (seit 2012)
- Supersysteme (seit 2012)
- Survival Man – Allein in der Wildnis (seit 2010)
- Survive This! (seit 2008)
- Swamp Brothers – Zwei Brüder aus′m Sumpf (seit 2011)
- Tage, die die Welt bewegten (seit 2009)
- Tank Team – Erfindungen für die Army (seit 2010)
- Tatort Sumpf (seit 2017)
- Tattoo Showdown (seit 2008)
- Technik des 21. Jahrhunderts – Fluch oder Segen (2007–2009, seit 2011)
- Technik extrem (seit 2006)
- Technikwelten (seit 2008)
- Technische Wunderwerke (seit 2008)
- Texas Car Wars (seit 2013)
- Texas Jail – Unter Arrest (seit 2017)
- The Colony – Überleben in einer zerstörten Welt (seit 2011)
- The Devils Ride – Ein Leben auf zwei Rädern (seit 2012)
- The Speed Shop – Mit der Flex zum Traumauto (seit 2008)
- Timewatch (seit 2008)
- Tödliches Dilemma (seit 2014)
- Top Gear (seit 2011)
- Tornado-Alarm! Mit Vollgas in den Sturm (seit 2010)
- Umzug der Superlative (seit 2006)
- Verbrechen, die die Welt schockierten (2007–2009, seit 2012)
- Verdammt lecker! Nachschlag für Adam Richman (seit 2010)
- Von PacMan bis Cyberspace – Die ultimative Geschichte des Videospiels (seit 2010)
- Weaponizers (seit 2010)
- Weaponology – Entwicklung der Militärtechnik (seit 2008)
- Weaponology – Spezialeinheiten (seit 2010)
- Welcome Las Vegas! – Jeder macht sein Spiel (seit 2007)
- Werkstatt Da Vinci (seit 2010)
- Whale Wars – Krieg den Walfängern! (seit 2011)
- Wheels of Steel – Die besten Bikes der Welt (seit 2007)
- Wildnis wider Willen (seit 2014)
- World Rallye Extrem (seit 2008)
- Worst-Case Scenario – Überleben mit Bear Grylls (seit 2010)
- Wunderwaffen der Antike (seit 2009)
- Zeitalter des Terrors (2009, seit 2011)
- Zerstört in Sekunden (seit 2009)

## Vormals im Programm

### Ehemalige Eigenproduktionen
- Auf Messers Schneide – Der Restaurantkritiker (Pilotepisode, 2008)
- auto motor und sport tv (2009–2010)
- Beyond – Leben im 21. Jahrhundert (2006–2007)
- D Motor (mit Sabine Schmitz, Tim Schrick, Carsten van Ryssen, Daniel Reger, Andreas Krickl und Markus Pütterich) (2006–2011)
- D Tech (2006–2007)
- DTM Magazin (2009–2010)
- Eishockey Action – Tore, Checks und Raufereien (Pilotepisode, 2009)
- GQ-TV – Das Magazin (2006–2007)
- Megamechaniker (2007–2008)
- Moneycoach – Rette Dein Geld! (mit Michael Requardt) (2006–2009)
- NZZ Format (2007)
- Operation Afghanistan – Die Bundeswehr im Einsatz (2007–2008)
- Pokerbus – Casino auf vier Rädern (2007)
- Raus aus meinem Haus! (2006–2007)
- Stirb später, leb länger! (2006–2007)
- Studio B (2006–2007)
- Süddeutsche Zeitung TV (2007–2009)
- Tattoo – Eine Familie sticht zu (2007–2009)
- Top Spots – Die coolsten Werbeclips der Welt (Pilotepisode, 2009)
- Was geht? Experimente am Limit (2006–2007)
- Wüsten-Catering – Zwei Catering-Teams im Einsatz (2008)

### Ehemalige Fiction-Fremdproduktionen
- Tripping the Rift – Böse, geil und außerirdisch (2009)

### Ehemalige Fremdproduktionen
- Amsterdam Vice (2006–2008)
- Animal Planet: Austin Stevens – Der Gefahrensucher (2006)
- Animal Planet: Der Insektenschreck / Das große Kribbeln (2006–2009)
- Animal Planet: Der Schlangenmann (2009)
- Animal Planet: Dunkle Wildnis – Räuber der Nacht (2010)
- Animal Planet: Insel der Orang-Utans (2009)
- Animal Planet: In die Höhle des Löwen (2009)
- Animal Planet: Tierarzt Dr. Dreesen (2008–2011)
- Aussie Millions – Cash Game Invitational (2011)
- Aussie Millions – Main Event (2011)
- Bad Boy Racers – Eddie Jordans harte Jungs (2007–2009)
- Beach Café (2006–2009)
- Bens Trips – Afrikas Erbe (2006–2008)
- Bens Trips – Amerikas Erbe (2006–2008)
- Blue Angels – Loopings in Perfektion (2008)
- Bondi Beach – Die Rettungsschwimmer von Sydney (2008–2011)
- Boxlegenden (2008–2010)
- Brainiac (2008–2009)
- Bruce Parry – Die letzten Krieger (2006–2009)
- Cracks: Drei Männer, eine Mission (2006–2007)
- Crazy Christmas Lights (2007–2008)
- Crudellis Martial Arts – Helden der Kampfkunst (2007)
- Das Alaska-Experiment (2009)
- Das Hausbau-Kommando – Trautes Heim, Glück allein (2007–2011)
- Das Kloster – Experiment zwischen Himmel und Hölle (2007–2008)
- Das nackte Überleben (2008)
- Das Ozean-Abenteuer – Im Ruderboot über den Atlantik (2007–2009)
- Der Schmerztester – Wissen tut weh! (2008–2009)
- Die gefährlichsten Gebiete der Welt (2007–2009)
- Die Kaputtmacher – Gut zerstört ist halb gewonnen (2008–2009)
- Die Roloffs – Little People Big World (2008–2009)
- Die wundersamen Reisen des Karl Pilkington (Reisedoku, GB 2010–2012; Originaltitel: An Idiot Abroad)
- Doctorology – Mit Leslie Nielsen auf Visite (2008)
- Driving Force – Eine Familie gibt Vollgas (2008–2010)
- Ein Holmes für alle Fälle – Handwerker aus Leidenschaft (2008–2010)
- Ein Koch für gewisse Stunden (2006–2009)
- England – Der 2. Weltkrieg in Farbe (2009–2010)
- Evel Knievel – Begegnung mit einem Stuntman (2008–2010)
- Extreme Beaches (2010)
- Final 24 – Die letzten 24 Stunden von … (2007–2008)
- Full Tilt Poker.net Durrrr Million Dollar Challenge (2010–2011)
- Full Tilt Poker.net The Poker Lounge (2011)
- G-Force – Die Schule der Kampfpiloten (2008–2010)
- Globe Trekker (2006–2009)
- Gordon Ramsay: Chef ohne Gnade (2007–2010)
- Gordon Ramsays Höllenküche (2008–2011)
- Hollywood-Stunts (2007–2009)
- Home James – Sie feiern, wir fahren! (2008–2009)
- Jack Osbourne will′s wissen (2006–2009)
- Jeremy Piven: Mein Indien (2008)
- LA Ink – Tattoos fürs Leben (2007–2012)
- Licence to Grill – Feuer und Flamme mit Robert Rainford (2007–2009)
- Limo Fever – Mit Stil zum Ziel (2007–2009)
- Louis Theroux – Ein abgedrehtes Wochenende (2006–2009)
- Long Way Round – Ein wahres Abenteuer (2006–2008)
- Luftschlacht über England (2008–2009)
- Magic Moments of Poker (2009)
- Mike Tyson – Entscheidung am Himmel (2011)
- Million Dollar Listing – Hollywoods Luxus-Makler (2007)
- Monster Garage (mit u. a. Jesse James) (2006–2010)
- Monsterhaus (2008–2009)
- Monster Nation (2007–2009)
- Morgan Spurlocks 30 Days (2006–2009)
- Mumien Detektive – Autopsie der Vergangenheit (2009)
- National Heads Up Poker (2009–2011)
- Next World – Das Leben von morgen (2009)
- Notaufnahme Bronx (2009)
- Off to War – Marschbefehl nach Bagdad (2007–2008)
- Oz and James – Das größte Weinabenteuer der Welt (2007–2009)
- Partypoker European Challenge (2009)
- PartyPoker World Open 5 (2010)
- Pokernight (2009)
- Psychic Detectives – Hellseher im Dienst der Polizei (2006–2008)
- Red Bull X-Fighters – Fliegende Helden auf zwei Rädern (2008)
- Rex Hunt – Der perfekte Köder (2006–2010)
- SciFi-Kult made in Hollywood (2006–2007)
- Simons Trips – Moskaus Erbe (2006)
- Suzuki Night of the Jumps – Die weltbesten Freestyle Motocross-Athleten (2008)
- Teufelsbrigade – Drill für die Elitetruppe (2009–2011)
- Texas SWAT – Die Spezialeinheit (2007–2009)
- TNA Epics: Best Of Wrestling (2009)
- TNA Xplosion – Die Wrestling Show (2009)
- True Crime Scene (2007–2009)
- Unendliche Weiten – Ein Raumschiff verändert die Welt (2006)
- US Coast Guard – SOS auf hoher See (2007–2009)
- Verflucht (2006–2009)
- VIP für ein Wochenende (2006–2010)
- Volles Risiko (2007–2009)
- Wall Street Warriors – Ein Leben für die Börse (2007–2008)
- Wettlauf mit dem Tod (2006–2009)
- World Series of Poker Europe 2 (2009)
- Zuckerbrot und Peitsche – Formen der Motivation (2007)